# Дивљи коњ Пржеваљског
Дивљи коњ Пржевалског или азијски дивљи коњ, монголски коњ (лат. Equus ferus przewalskii) је ретка подврста дивљег коња.

## Распрострањеност
Природни ареал коња Пржевалског обухвата степе, полупустиње и пустиње средње и источне Азије. Данас у дивљини постоје само реинтродуковане популације у Монголији и Кини. Остали живи примерци налазе се у појединим резерватима природе у Мађарској, Украјини, САД.

## Угроженост
Ова подврста је крајње угрожена и у великој опасности од изумирања.